# Cnephia chaurensis
Cnephia chaurensis är en tvåvingeart som beskrevs av Yankovsky 2000. Cnephia chaurensis ingår i släktet Cnephia och familjen knott. Inga underarter finns listade i Catalogue of Life.